# Phân họ Chó
Phân họ Chó (danh pháp khoa học: Caninae) bao gồm tất cả các động vật ăn thịt thuộc họ Chó còn sinh tồn dạng chó và các họ hàng gần gũi nhất đã hóa thạch của chúng, như sói đỏ Sardinia. Các loài động vật họ Chó cơ sở hơn được đặt trong các phân họ đã tuyệt chủng là Hesperocyoninae và Borophaginae.

## Các chi
Dưới đây là danh sách phân loại phân họ Chó:
- †Leptocyon
- Tông Urocyonini
  - †Metalopex
  - Urocyon (2 loài)
- Tông Canini
  - Phân tông Canina
    - Canis: Chi Chó
    - Cuon: Sói lửa
    - Lupulella: Chó rừng vằn hông & Chó rừng lưng đen
    - Lycaon
    - †Aenocyon
    - †Cynotherium
    - †Eucyon

  - Phân tông Cerdocyonina
    - Atelocynus: Chó tai ngắn
    - Cerdocyon: Cáo ăn cua
    - Chrysocyon: Sói bờm
    - Lycalopex: Chi Cáo Nam Mỹ
    - Speothos
    - †Dusicyon
    - †Nurocyon
    - †Protocyon
    - †Theriodictis
- Tông Vulpini: Tông Cáo
  - Nyctereutes: Lửng chó
  - Otocyon: Cáo tai dơi
  - Vulpes: Chi Cáo
  - †Prototocyon

## Hình ảnh

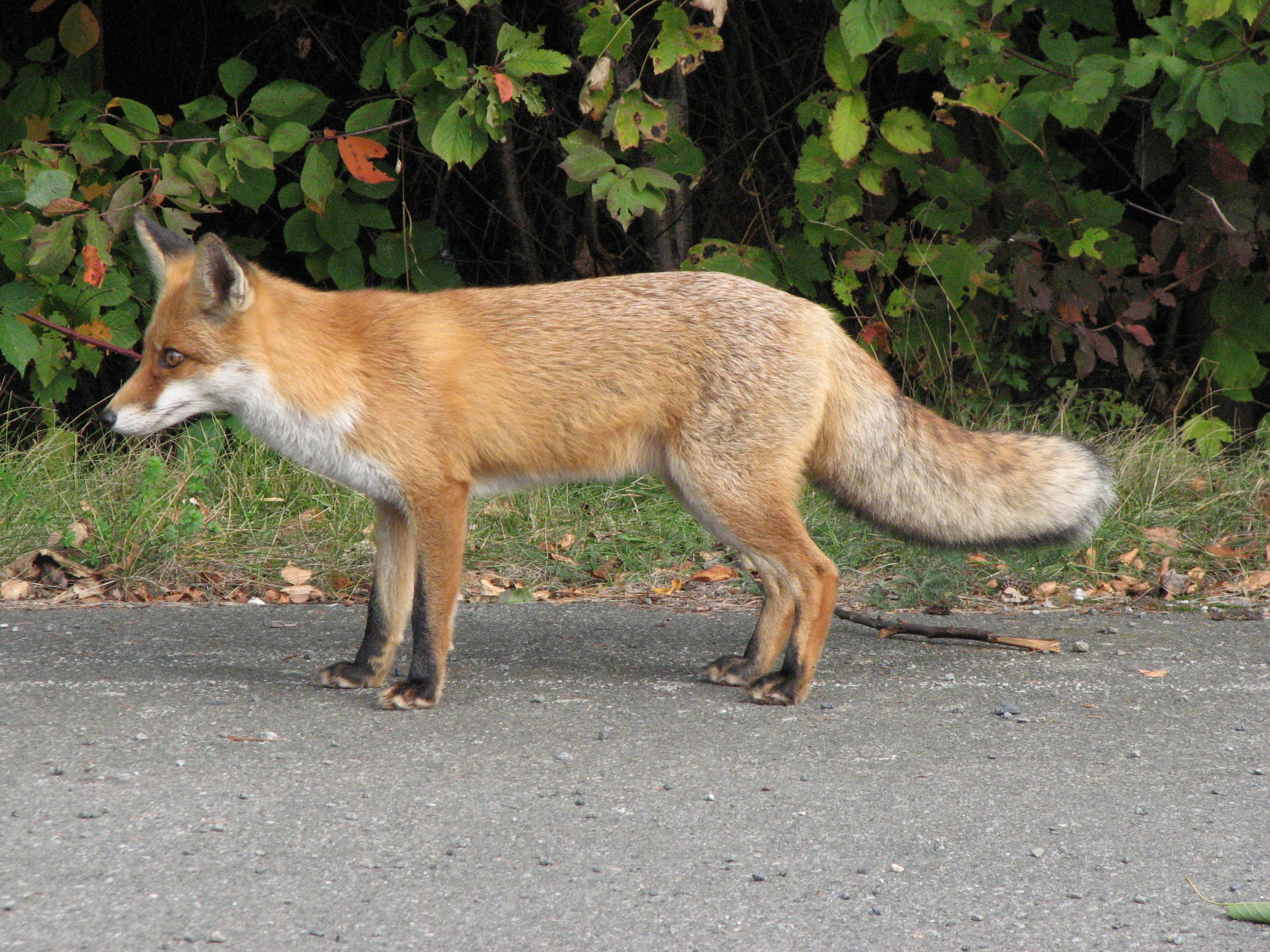
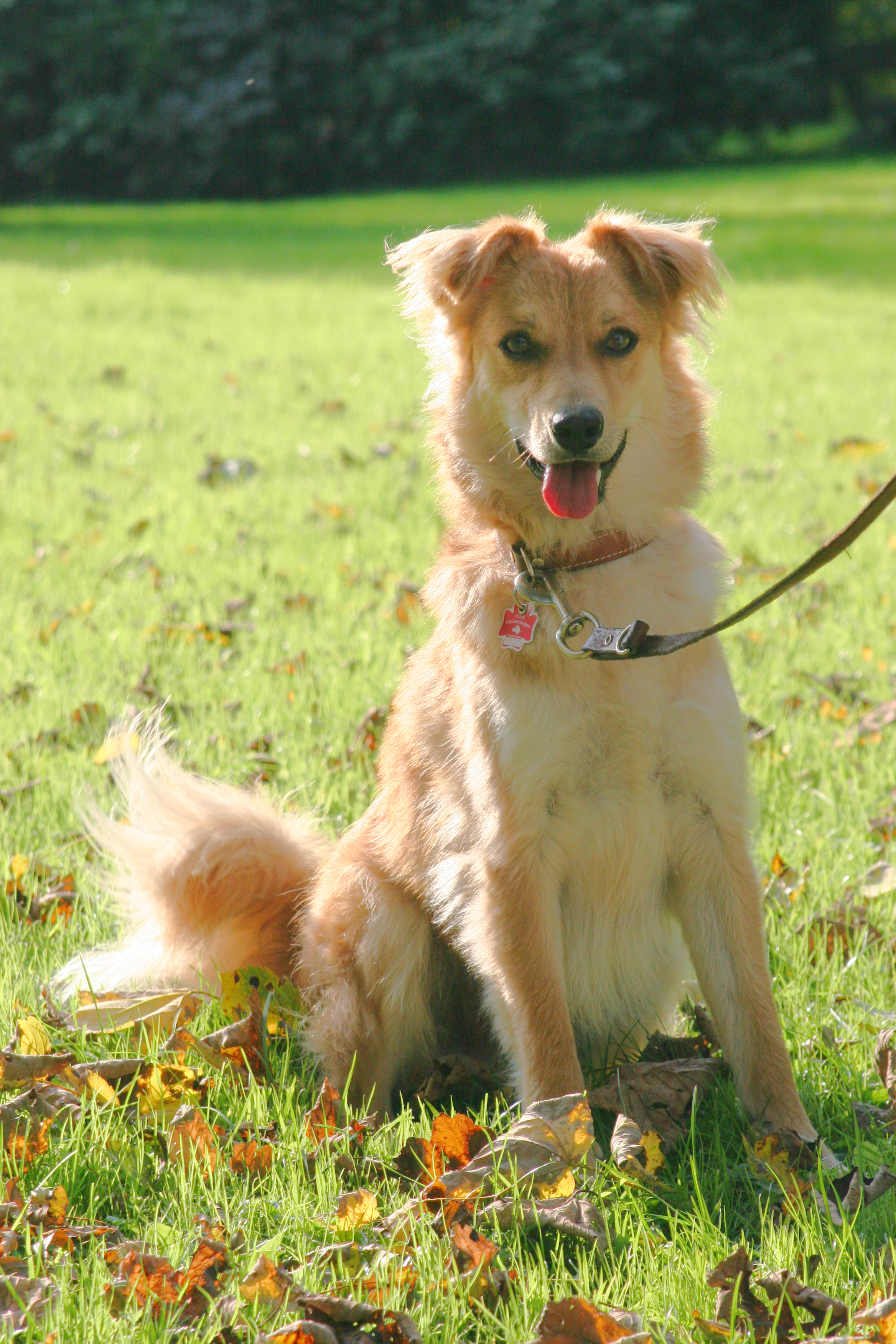